# Primeira Guerra Anglo-Sikh
A Primeira Guerra Anglo-Sikh foi travada entre o Império Sikh e a Companhia Britânica das Índias Orientais em 1845 e 1846, na região do distrito de Ferozepur, no Punjabe. O conflito resultou na derrota e parcial submissão do Império Sikh, além da cessão de Jammu & Caxemira como um principado separado sob a Suserania britânica.

## Antecedentes e causas da guerra

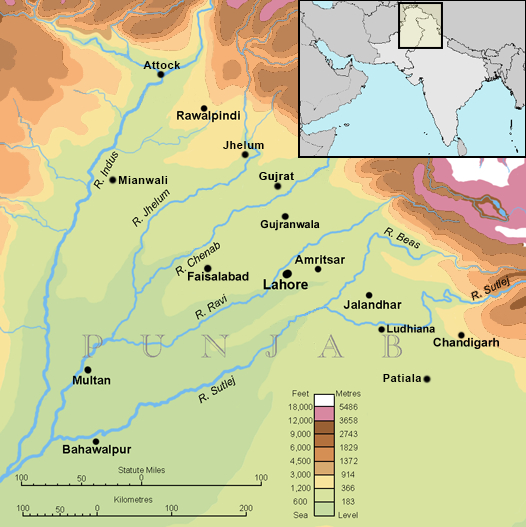
Mapa topográfico do Punjabe, “A Terra dos Cinco Rios”

O reino sikh de Punjabe foi expandido e consolidado pelo marajá Ranjit Singh no início do século XIX, por volta da mesma época em que os territórios controlados pelos britânicos avançavam, por conquista ou anexação, até as fronteiras do Punjabe.
Ao ver um mapa da Índia, Maharaja Ranjit Singh perguntou: “O que significa a cor vermelha?”. O cartógrafo respondeu: “Sua Majestade, em vermelho está a extensão das possessões britânicas”. O Maharaja percorreu o mapa com seu único olho e viu quase todo o Hindustão pintado de vermelho, exceto o Punjabe. Ele então comentou com seus cortesãos: “Ek roz sab lal ho jaiga — um dia tudo isso ficará vermelho”. Dizia-se que a profecia dele estava prestes a se cumprir.
Ranjit Singh manteve uma política de cautelosa amizade com os britânicos, cedendo alguns territórios ao sul do Rio Sutlej, ao mesmo tempo em que fortalecia suas forças militares para dissuadir uma possível agressão britânica e também para travar guerra contra os afegãos. Ele contratou mercenários americanos e europeus para treinar seu exército e incorporou contingentes de hindus e muçulmanos às suas forças.

### Acontecimentos no Punjabe

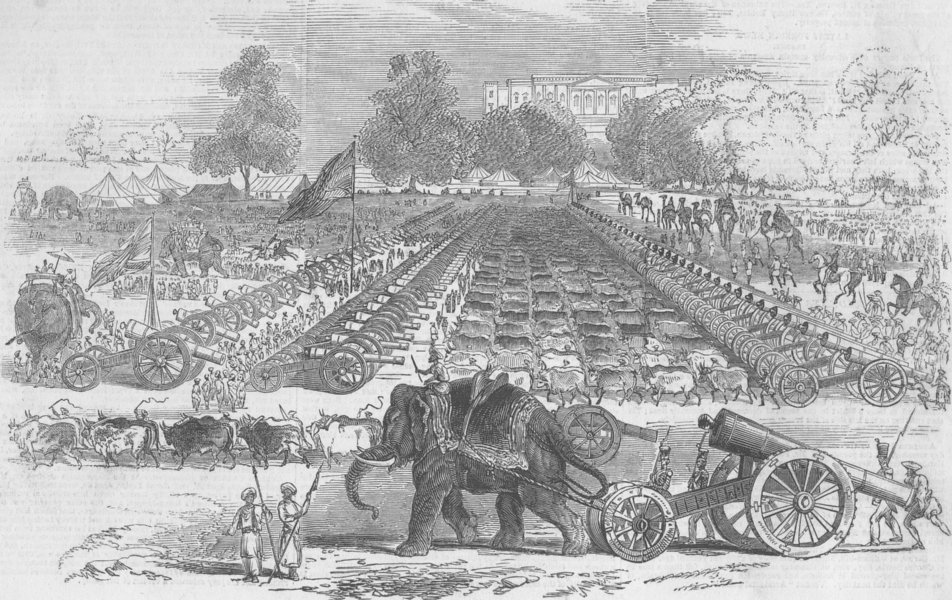
Canhões tomados dos sikhs

O marajá Ranjit Singh morreu em 1839. Após sua morte, o reino entrou em desordem. O filho legítimo e impopular de Ranjit, Kharak Singh, foi destituído do poder em poucos meses e morreu em circunstâncias misteriosas na prisão (acreditava-se que tivesse sido envenenado). Ele foi substituído por seu filho, Kanwar Nau Nihal Singh, que também morreu em poucos meses, em circunstâncias suspeitas, após ser ferido pela queda de um arco no Forte de Lahore quando retornava da cremação de seu pai. Naquela época, duas grandes facções no Punjabe disputavam poder e influência: os sikh Sindhanwalias e os hindu dogras. Em janeiro de 1841, Sher Singh foi coroado marajá do Império Sikh, tendo Dhian Singh Dogra como primeiro-ministro.
O exército sikh expandiu-se rapidamente após a morte de Ranjit Singh, passando de 29 000 (com 192 canhões) em 1839 para mais de 80 000 em 1845, à medida que proprietários de terras e seus seguidores pegavam em armas. O exército se proclamava a personificação da nação sikh. Seus panchayats (comitês) regimentais formavam uma fonte de poder alternativa no reino, declarando que o ideal de Guru Gobind Singh — a comunidade sikh como um todo assumindo toda a autoridade executiva, militar e civil do estado — fora restaurado, algo que os observadores britânicos condenavam como uma “perigosa democracia militar”. Relatos de representantes e visitantes britânicos no Punjabe descreviam os regimentos sikhs como mantendo uma ordem interna “puritana”, mas em estado perpétuo de motim ou rebelião contra o Durbar central.

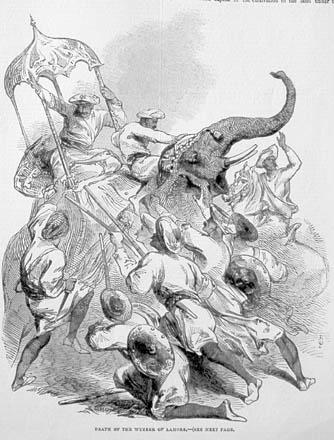
Morte de Jawahar Singh, vizir de Lahore – Illustrated London News, 29 de novembro de 1845

O marajá Sher Singh não conseguia atender às exigências de pagamento do exército, embora supostamente gastasse recursos em uma corte considerada depravada. Em setembro de 1843, foi assassinado por seu primo, um oficial do exército, Ajit Singh Sindhanwalia. Os dogras vingaram-se dos responsáveis e Jind Kaur, a viúva mais jovem de Ranjit Singh, tornou-se regente de seu filho pequeno, Duleep Singh. Depois que o vizir Hira Singh foi morto ao tentar fugir da capital com saques do tesouro real (toshkana) por tropas lideradas por Sham Singh Attariwala, o irmão de Jind Kaur, Jawahar Singh, tornou-se vizir em dezembro de 1844. Em 1845, ele organizou o assassinato de Pashaura Singh, que representava uma ameaça a Duleep Singh. Por isso, teve de se explicar ao exército. Apesar das tentativas de suborno, foi morto em setembro de 1845 na presença de Jind Kaur e Duleep Singh.
Jind Kaur jurou publicamente vingar o assassinato de seu irmão. Ela continuou como regente. Lal Singh tornou-se vizir, e Tej Singh assumiu o comando do exército. Historiadores sikhs ressaltam que ambos eram proeminentes na facção dogra. Originalmente hindus de fora do Punjabe, ambos se converteram ao siquismo em 1818.

### Ações britânicas
Logo após a morte de Ranjit Singh, a Companhia Britânica das Índias Orientais começou a aumentar seu poderio militar, principalmente nas regiões adjacentes ao Punjabe, estabelecendo um cantão militar em Ferozepur, a poucos quilômetros do rio Sutlej, que marcava a fronteira entre a Índia sob domínio britânico e o Punjabe. Em 1843, os britânicos conquistaram e anexaram Sindh, ao sul do Punjabe, ato que muitos na própria Grã-Bretanha consideraram cínico e ignóbil. Isso não trouxe respeito entre os sikhs e aumentou as desconfianças sobre as intenções britânicas.
As ações e atitudes britânicas, sob o governador-geral Lord Ellenborough e seu sucessor, Sir Henry Hardinge, são alvo de controvérsia. De acordo com relatos britânicos, a principal preocupação era que o exército sikh, sem uma liderança forte que o contivesse, representava uma séria ameaça aos territórios britânicos na fronteira. Já os historiadores sikhs e indianos contrapõem que as preparações militares feitas por esses governadores-gerais tinham natureza ofensiva; por exemplo, trens de pontes (pontes pré-fabricadas) e baterias de canhões de cerco dificilmente seriam necessários em uma operação puramente defensiva.
Ainda assim, o ostensivo e aparentemente agressivo reforço militar britânico nas fronteiras aumentou as tensões no Punjabe e no exército sikh.

## Situação dos combatentes

### Exército Khalsa

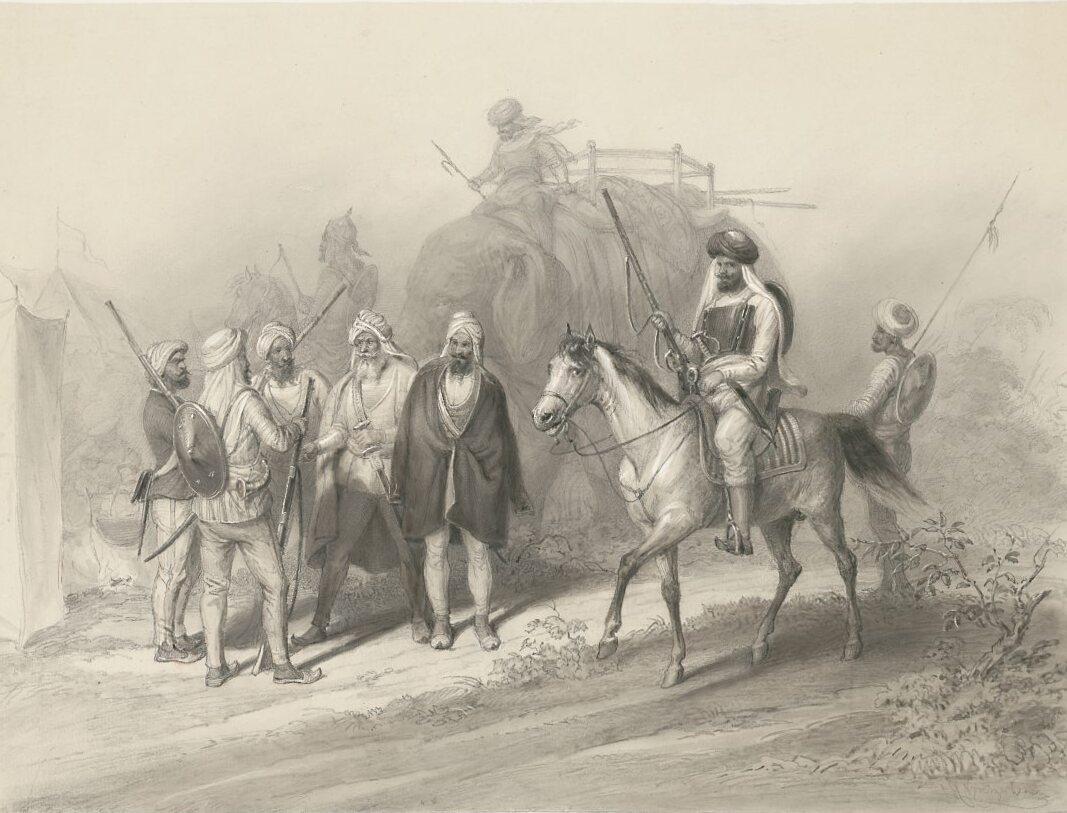
‘Gruppe von Siekhs’ (Grupo de sikhs) no acampamento inglês, próximo a Kaffur, como representantes do Darbar de Lahore. Litografia baseada em desenho original do Príncipe Waldemar da Prússia, 1846

O exército sob Ranjit Singh havia se expandido de cerca de 35 000 soldados na década de 1820 para mais de 100 000 em 1845. Em 1822, Ranjit Singh decidiu basear seu exército no modelo francês, e esse processo estava completo quando ele morreu, em 1839.
A primeira brigada do exército era a Fauj-i-Khas (Exército Real), que continha 3 176 infantes, 1 667 cavaleiros e 34 canhões. As brigadas da Fauj-i-ain foram modeladas segundo a Khas, e essa força cresceu de 35 000 em 1838 para 70 000 em 1845, com sete divisões criadas em 1844/1845 a partir das tropas já existentes.
A cavalaria sikh, embora já não fosse o ramo preferido, continuava bem disciplinada, com 6 235 cavaleiros em 1845, divididos em 2 regimentos de lanceiros, 2 de couraças e 6 regimentos de dragões. Havia também 22 000 soldados na Fauj-i-sowar, cavalaria irregular considerada menos adequada para enfrentar um exército organizado, mas eficaz em perseguir inimigos em fuga e em guerrilhas.
A artilharia era numerosa, embora pouco padronizada, passando de 40 canhões em 1808 para 381 em 1845, além de 388 canhões giratórios. Algumas dessas unidades haviam sido organizadas e treinadas por mercenários europeus. Os britânicos subestimaram de maneira imprudente a artilharia do exército Khalsa antes do início da guerra.
Havia também o Jargirdar Fauj, componente feudal fornecido pela nobreza do estado, com cerca de 55 000 homens. O exército de Gulab Singh, em particular, continha entre 12 000 e 17 000 soldados de infantaria e cavalaria, além de 94 canhões. Além disso, existiam os Nihangs, cerca de 1.000 guerreiros religiosos que lutavam principalmente como infantaria montada.
Embora a liderança e as principais unidades fossem sikhs, havia também contingentes pancabis, pachtos e caxemiras. No total, o exército Khalsa podia mobilizar cerca de 153 000 soldados regulares e irregulares. Entretanto, estava sob a chefia de Lal Singh que, juntamente com Tej Singh, traiu os sikhs ao longo da guerra. Esses dois generais forneciam regularmente informações e recebiam até mesmo instruções de oficiais britânicos.
Uma estimativa alternativa, de Singh, aponta que o exército contava, em 1845, na véspera da guerra, com 53 576 soldados de infantaria regular, 6 235 de cavalaria regular, 16 292 de cavalaria irregular e 10 698 artilheiros, isso sem contar as dezenas de milhares do Jargirdari Fauj.

### Exército britânico
O exército britânico na Índia, à época, era geralmente composto de três tipos de unidade: os regimentos regulares do Exército Britânico (às vezes chamados de “tropas da Rainha”), que serviam como força de choque, mas sofriam constantemente baixas por doenças e raramente atingiam seus efetivos completos; as tropas europeias recrutadas pela Companhia Britânica das Índias Orientais, que formavam uma fração ínfima das tropas; e os soldados nativos da Índia (sepoys), que constituíam a maioria esmagadora. Somente no Exército de Bengala (Bengal Army), havia 74 batalhões de sepoys, além de 8 regimentos de cavalaria leve e lanceiros e 18 regimentos de cavalaria irregular. Frequentemente, os sepoys atuavam como guarnições e escolta de trem de bagagem, deixando o combate principal para as tropas europeias. Em grande parte das brigadas de infantaria e cavalaria, havia geralmente um regimento britânico para cada três ou quatro unidades de Bengala. A artilharia do Exército de Bengala tinha 3 brigadas e 5 batalhões, sendo a maior parte dos canhões empregados na guerra pertencentes à elite Bengal Horse Artillery (Artilharia Montada de Bengala).
Apesar da enorme superioridade numérica total, os britânicos tiveram dificuldades para reunir mais de 40 000 soldados para a campanha, e, mesmo ao fim da guerra, menos de 25 000 efetivamente combatiam.
O exército era comandado por Sir Hugh Gough, comandante-chefe do Exército de Bengala, acompanhado por Sir Henry Hardinge, governador-geral de Bengala, que se colocou abaixo de Gough na cadeia de comando. Gough era um comandante agressivo, relutante em esperar reforços, o que quase levou a um desastre, não fosse a traição aberta dos dois generais sikhs.

## Início e curso da guerra

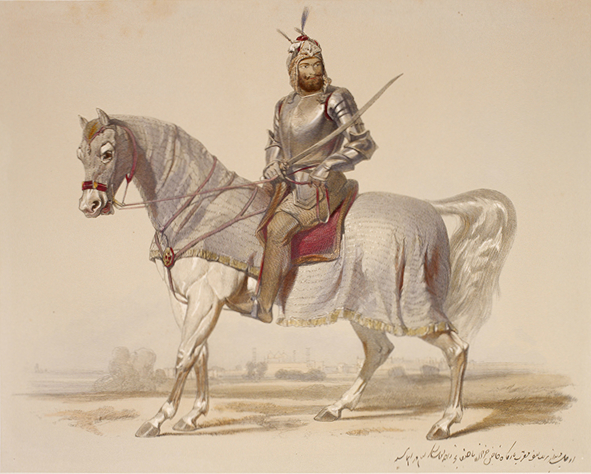
Raja Lal Singh, que liderou as forças sikhs contra os britânicos durante a Primeira Guerra Anglo-Sikh, 1846

Após exigências e acusações mútuas entre o Darbar sikh e a Companhia Britânica das Índias Orientais, as relações diplomáticas foram rompidas. Um exército da Companhia começou a marchar em direção a Ferozepur, onde já estava estacionada uma divisão britânica.

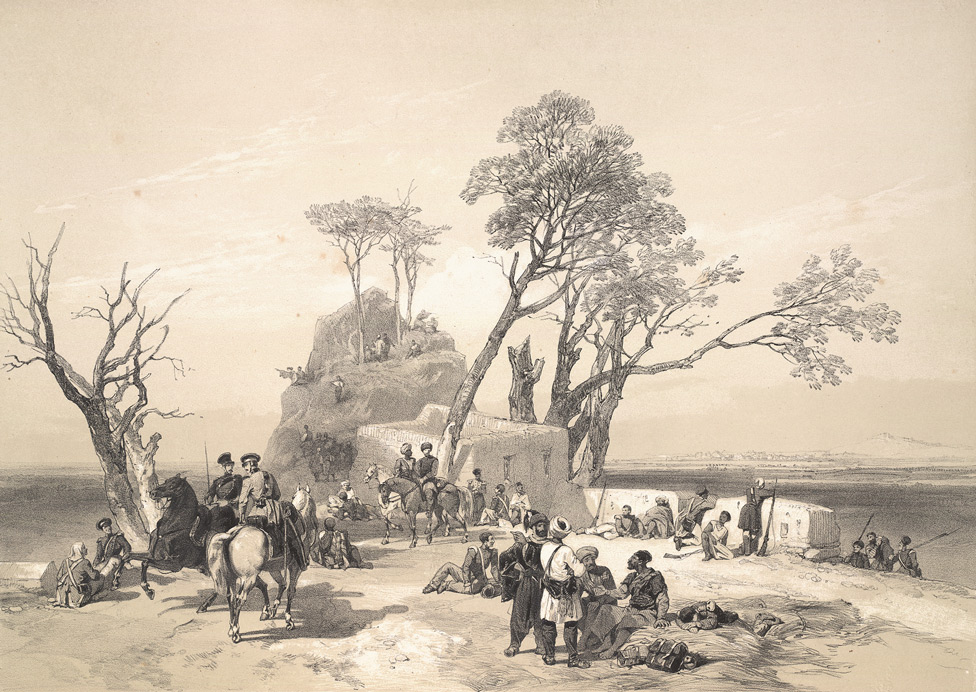
Posto avançado de Rhodawala, próximo a Sobraon

Em resposta ao movimento britânico, o exército sikh começou a atravessar o rio Sutlej em 11 de dezembro de 1845. Os sikhs alegavam apenas avançar sobre possessões sikhs (em particular, a vila de Moran, cuja propriedade era disputada) na margem leste do rio, mas os britânicos consideraram o ato claramente hostil e declararam guerra.

### Batalhas de Ladwa

#### Batalha do Forte de Wadni
Após a morte de Raja Gurdit Singh, seu filho Ajit Singh o sucedeu. Ajit Singh reforçou o forte em Ladwa para enfrentar o perigo britânico. Durante a Primeira Guerra Anglo-Sikh de 1845, ele lutou ao lado do exército sikh contra os britânicos, mas foi derrotado. Os defensores sikhs de Wudnee renderam-se em 30 de dezembro, após a derrota sikh em Ferozeshah ter impedido o envio de reforços.

#### Batalha do Forte de Phillaur

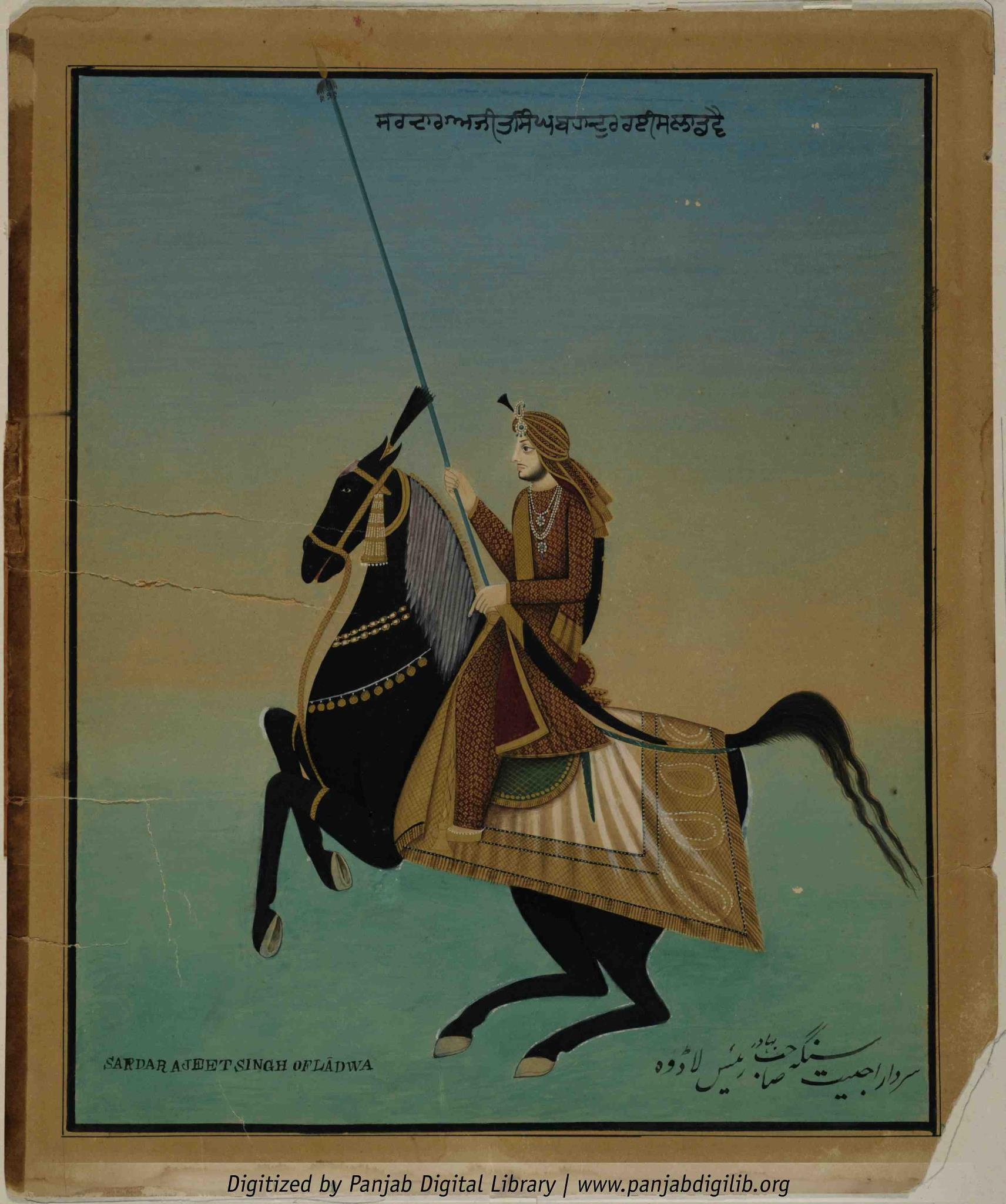
Pintura equestre de Ajit Singh de Ladwa

Esta foi a última batalha travada pelo Raja de Ladwa (também grafado “Ladva”), Ajit Singh. O forte foi projetado por Dewan Mohkam Chand, com assistência dos generais franceses e italianos de Ranjit Singh, e construído em resposta ao forte Lodhi próximo a Ludhiana, erguido pelos britânicos. A arquitetura tem influência europeia, com canais escavados ao redor, torres de vigia nos portões, quatro baluartes nos cantos e muralhas altas. Ajit Singh de Ladwa venceu esta batalha graças a esse forte.

### Batalhas em Lahore

#### Batalha de Mudki
A batalha de Mudki foi travada em 18 de dezembro de 1845. Um exército sob Tej Singh atravessou o Sutlej e avançou contra o posto britânico em Ferozepur, embora não tenha tentado atacar ou cercá-lo. Outra força, liderada por Lal Singh, chocou-se com o exército de Gough e Hardinge em Mudki, no fim do dia 18 de dezembro. Os britânicos venceram uma batalha confusa, mas com pesadas baixas.

#### Batalha de Ferozeshah

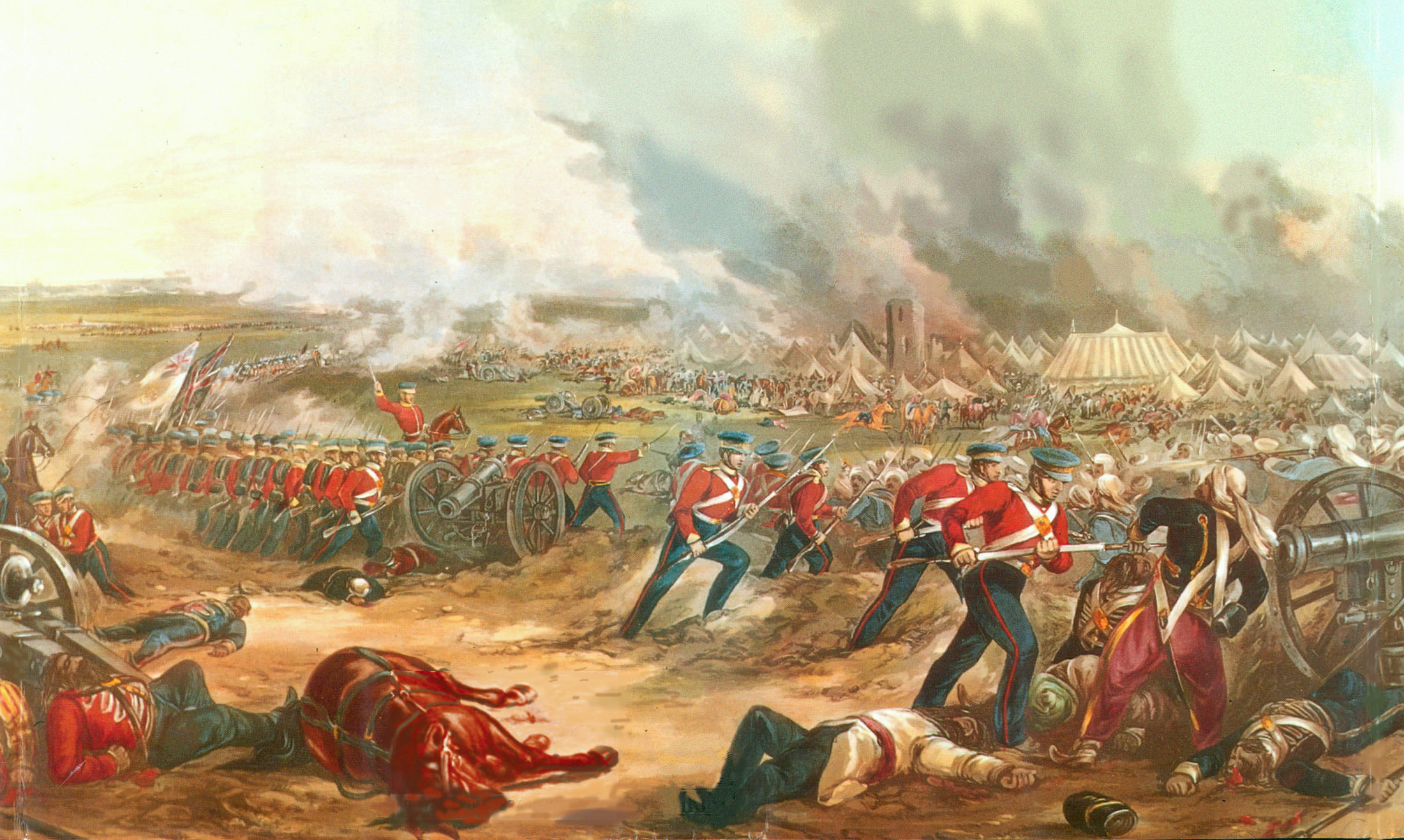
A Batalha de Ferozeshah

A batalha de Ferozeshah ocorreu em 21 de dezembro de 1845.
Após Mudki, o exército de Gough avistou a grande fortificação sikh em Ferozeshah, em 19 de dezembro. Gough queria atacar imediatamente, mas Hardinge, usando sua autoridade de governador-geral, ordenou que aguardasse a chegada da divisão de Ferozepur. Quando esta chegou, no final de 21 de dezembro, Gough atacou nas poucas horas de luz que restavam. A artilharia sikh, muito bem servida, causou grandes baixas aos britânicos, e a infantaria sikh lutou com determinação. Por outro lado, a força de cavalaria irregular sikh (os ghodachadas ou gorracharra), considerada de elite, não foi plenamente utilizada contra a infantaria e a cavalaria de Gough, pois Lal Singh a manteve longe do campo.
Ao anoitecer, parte do exército de Gough havia avançado até as posições sikhs, mas outras unidades recuaram em desordem. Hardinge esperava ser derrotado no dia seguinte e ordenou que se queimassem os documentos oficiais em Mudki, caso isso ocorresse. Entretanto, na manhã seguinte, as tropas britânicas e de Bengala reagruparam-se e expulsaram os sikhs do restante de suas fortificações. Lal Singh não fez esforço para reagrupar ou reorganizar seu exército.
As operações pararam temporariamente, sobretudo porque as tropas de Gough estavam exaustas e precisavam de repouso e reforços.

#### Batalha de Baddowal
A batalha de Budhowal foi travada em 21 de janeiro de 1846. Ranjodh Singh Majithia (filho de Desa Singh Majithia, um dos ministros mais competentes de Maharaja Ranjit Singh) comandava um grande exército (10 000 de infantaria e alguma cavalaria regular, além de sessenta canhões), tendo cruzado o Sutlej em força e recebido o apoio de Ajit Singh de Ladwa. Marcharam em direção a Ludhiana, incendiando parte do cantão britânico. Sir Harry Smith (mais tarde governador da Colônia do Cabo), enviado para socorrer Ludhiana, marchou a partir de Ferozepur, mantendo-se a alguns quilômetros do Sutlej.
Ao descobrir a força sikh, e recebendo novas ordens de Gough, Smith decidiu seguir com marcha forçada via Jagraon, reunindo-se a um regimento britânico ali, para chegar a Ludhiana antes do grosso do exército sikh. Em 21 de janeiro, ao deixar Baddowal, sua retaguarda foi continuamente atacada pela cavalaria irregular sikh (os Gorchurras), que capturou a maior parte dos animais de carga (mulas, bois e elefantes) e matou qualquer soldado retardatário. Ainda assim, Smith conseguiu chegar a Ludhiana, com suas tropas exaustas. Um destacamento de tropas vindas de Deli, incluindo dois batalhões gurkhas, reforçou-o.

#### Batalha de Aliwal

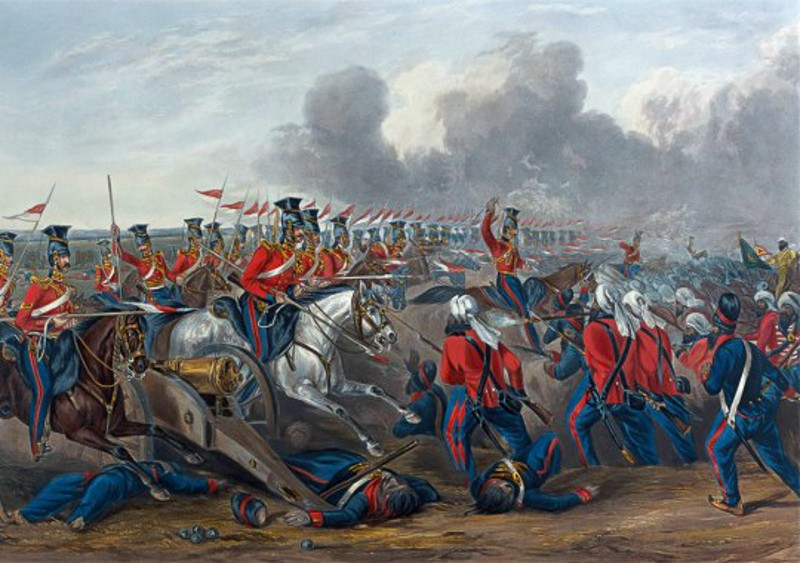
A Batalha de Aliwal

A batalha de Aliwal ocorreu em 28 de janeiro de 1846. Depois de dar descanso às suas tropas, Smith voltou a Baddowal. Os sikhs haviam recuado para Aliwal, às margens do Sutlej, à espera de reforços. Em 28 de janeiro, Smith atacou com cautela. Encontrando um ponto fraco na posição sikh, obteve uma vitória exemplar que eliminou a cabeça de ponte sikh e capturou quase toda a artilharia, bagagens e suprimentos do exército de Ranjur Singh.

#### Batalha de Sobraon
A batalha de Sobraon foi travada em 10 de fevereiro de 1846. Os sikhs haviam ficado temporariamente desanimados pelas derrotas anteriores e pela inação de seus comandantes, mas reagiram quando novas unidades e líderes, incluindo Sham Singh Attariwala, juntaram-se a eles, e a marani Jind Kaur exortou 500 oficiais selecionados a se empenharem novamente.
Gough pretendia atacar o exército sikh em suas fortificações em Sobraon assim que a divisão de Smith retornasse de Ludhiana, mas Hardinge o forçou a esperar a chegada de uma artilharia pesada. Finalmente, em 10 de fevereiro, avançou. O nevoeiro atrasou o início da batalha, mas, ao dissipar-se, 35 canhões e obuseiros britânicos abriram fogo. A artilharia sikh respondeu. O bombardeio durou duas horas, com pouco efeito sobre as defesas sikhs. Gough foi informado de que sua artilharia pesada estava ficando sem munição e teria respondido: “Graças a Deus! Então iremos contra eles na baioneta0.”
Duas divisões britânicas, sob Harry Smith e o major-general Sir Walter Gilbert, fizeram ataques de distração à esquerda sikh, enquanto outra divisão, sob o major-general Robert Henry Dick, realizou o ataque principal à direita sikh, onde as defesas, de areia fofa, eram mais baixas e mais fracas. (Acredita-se que Lal Singh tenha repassado essa informação ao major Henry Lawrence, agente político no quartel-general de Gough.) Ainda assim, a divisão de Dick foi repelida por contra-ataques sikhs após conquistar pontos iniciais dentro das linhas inimigas. O próprio Dick foi morto. À medida que os britânicos recuavam, alguns sikhs enfurecidos atacaram soldados feridos deixados no fosso diante das fortificações, o que provocou grande revolta entre as tropas britânicas.
Britânicos, gurkhas e tropas de Bengala renovaram seus ataques em toda a linha e penetraram em diversos pontos. Na vulnerável ala direita sikh, engenheiros abriram uma brecha nas fortificações, permitindo que a cavalaria e a artilharia montada britânicas irrompessem até o centro das posições sikhs. Tej Singh abandonou o campo prematuramente. Em muitos relatos sikhs, ele teria deliberadamente enfraquecido a ponte de barcas, soltando o barco central ou ordenando à artilharia do outro lado do rio que disparasse contra a ponte, sob o pretexto de impedir a perseguição britânica. Já fontes britânicas dizem que a ponte simplesmente ruiu devido ao peso dos soldados que se retiravam, agravado pelo nível elevado do rio. Em todo caso, a ponte quebrou, isolando cerca de 20.000 membros do Exército Khalsa na margem leste.
Nenhum dos soldados sikhs isolados tentou se render. Muitos destacamentos, incluindo o de Sham Singh Attariwala, lutaram até a morte. Alguns avançaram atacando os regimentos britânicos com espadas; outros tentaram cruzar o rio a vau ou nadando. A artilharia a cavalo britânica alinhou-se na margem e continuou atirando contra as massas de homens na água. Quando o fogo cessou, os sikhs haviam perdido entre 8.000 e 10.000 combatentes, enquanto os britânicos tomaram 67 canhões.

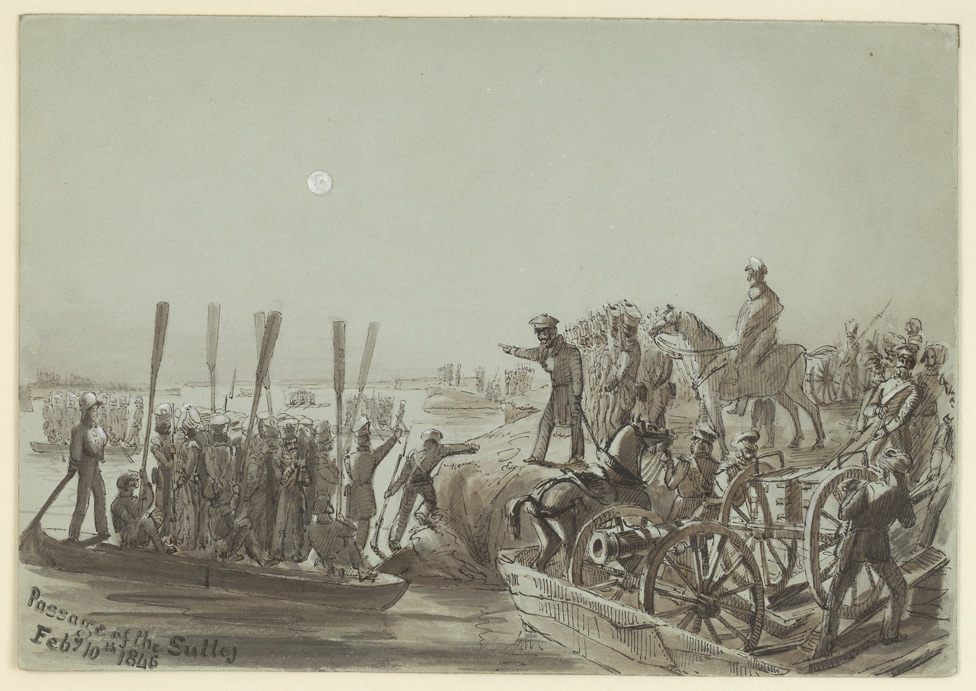
Tropas britânicas atravessando o Sutlej (Punjabe) em barcos, 10 de fevereiro de 1846

### Batalhas em Angra
Predefinição:Section rewrite

#### Cerco do Forte de Kangra
Esse cerco ocorreu de meados de abril até 28 de maio de 1846. Foi um cerco de seis semanas ao Forte de Kangra. Lawrence chegou ao forte em 3 de maio de 1846. Essa foi a única batalha travada entre as forças sikhs de Kangra e os britânicos. Depois de derrotá-los, os britânicos passaram a controlar o vale, incluindo o forte.

### Batalhas em Mohali
Predefinição:Section rewrite

#### Batalha de Sohana
Akali Hanuman Singh e 500 soldados seguiam para Ghuram quando foram atacados perto de Sohana pelos britânicos. Estes saíram vitoriosos e Hanuman Singh, com cerca de 90 anos de idade, foi morto em combate.

## Consequências

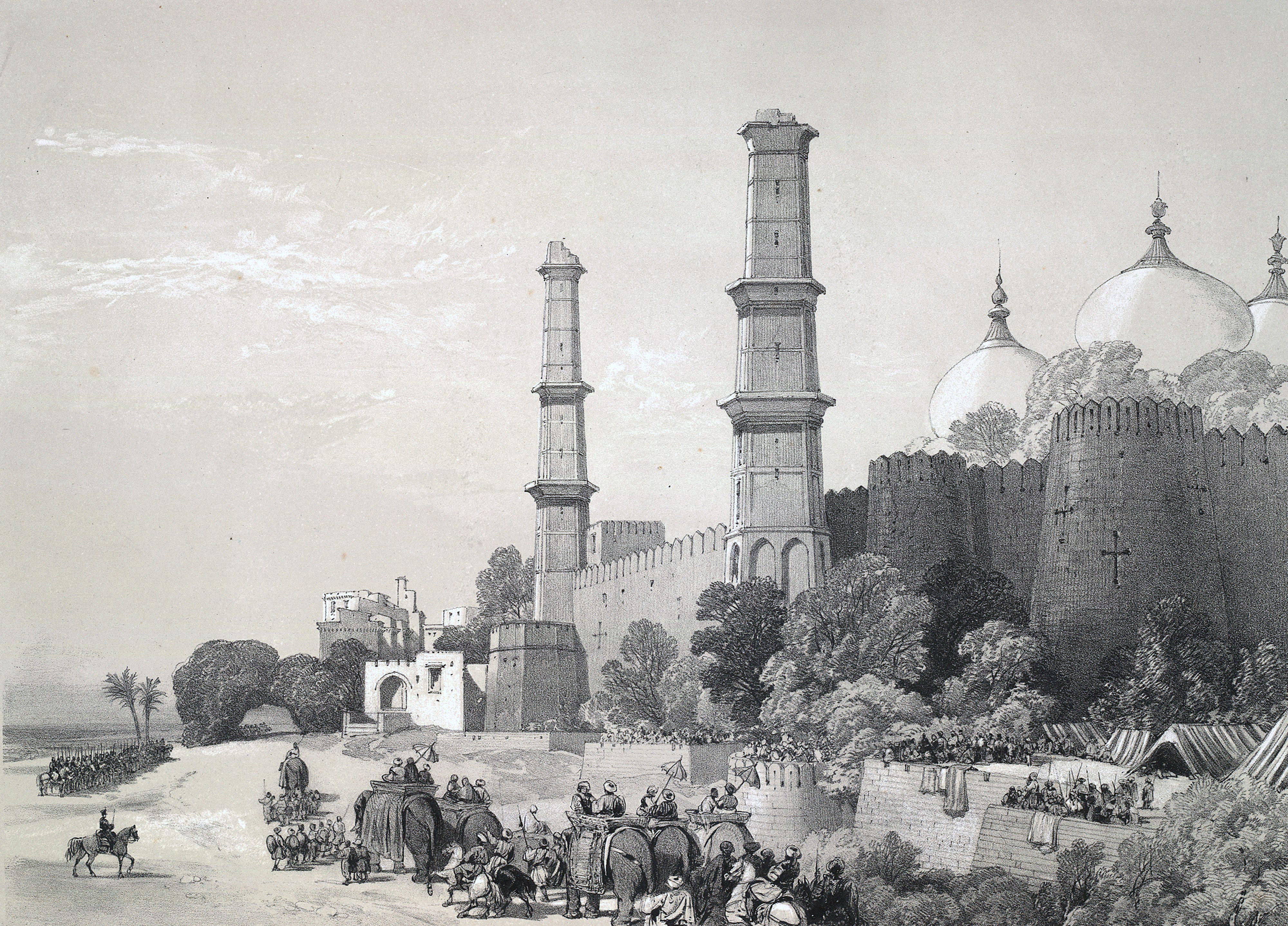
Marajá Duleep Singh, entrando em seu palácio em Lahore, escoltado por tropas britânicas após a Primeira Guerra Anglo-Sikh (1845–46)

Pelo Tratado de Lahore (9 de março de 1846), os sikhs tiveram de entregar a valiosa região (Jullundur Doab) entre os rios Beas e Sutlej. O Darbar de Lahore também foi obrigado a pagar uma indenização de 15 milhões de rúpias. Incapaz de reunir tal valor, o governo sikh cedeu Caxemira, Hazarah e todos os fortes, territórios, direitos e interesses nas terras montanhosas situadas entre os rios Beas e Indo à Companhia Britânica das Índias Orientais, equivalendo a dez milhões de rúpias. Por meio de um acordo separado (o Tratado de Amritsar), o rajá de Jammu, Gulab Singh, comprou a Caxemira da Companhia por 7,5 milhões de rúpias e recebeu o título de Marajá de Jammu e Caxemira.
A propriedade de Ladwa, pertencente a Ajit Singh — que lutara contra os britânicos em Buddowal e Aliwal — foi confiscada em 1846. “O Rajá de Ladwa, com uma renda de 10 000 libras por ano, praticamente declarou abertamente sua traição e, depois de certo tempo, foi para o lado inimigo (o Raj britânico) com todas as suas tropas e artilharia”, diz um despacho do governador-geral, enviado a Londres em 17 de novembro de 1846. Em 22 de setembro de 1847, por meio de um “sanad”, os britânicos concederam sua casa em Haridwar ao Rajá de Patiala. Ajit Singh foi preso e enviado como prisioneiro ao forte de Allahabad, de onde conseguiu fugir, supostamente matando seu guarda. Após longas andanças pelas colinas, acredita-se que tenha morrido na Caxemira. Seus filhos, que detinham em condomínio oito vilas juntamente com os sardars de Bhadour, foram enviados pelos britânicos a essas vilas.

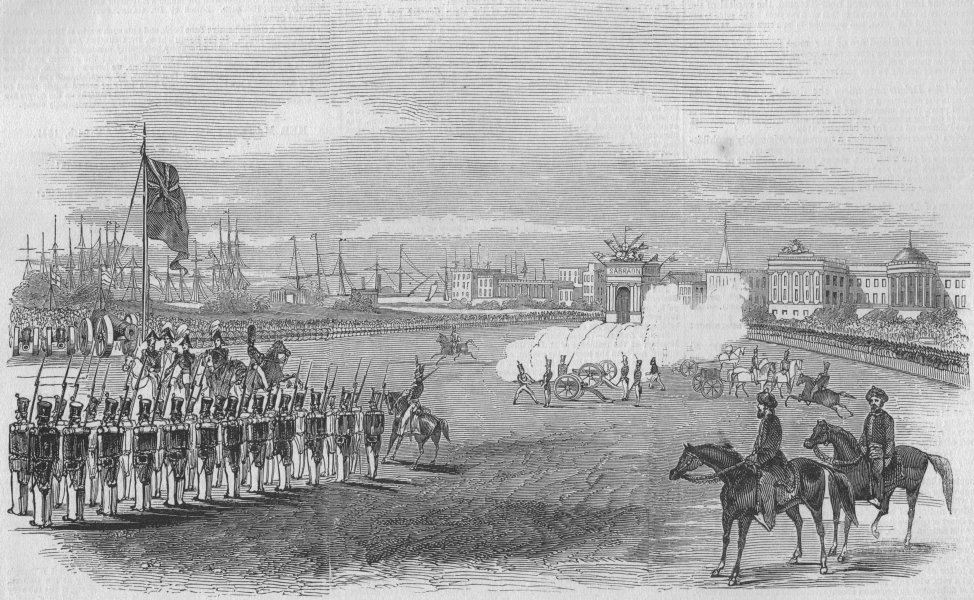
Celebração militar em Calcutá – chegada dos canhões sikhs capturados

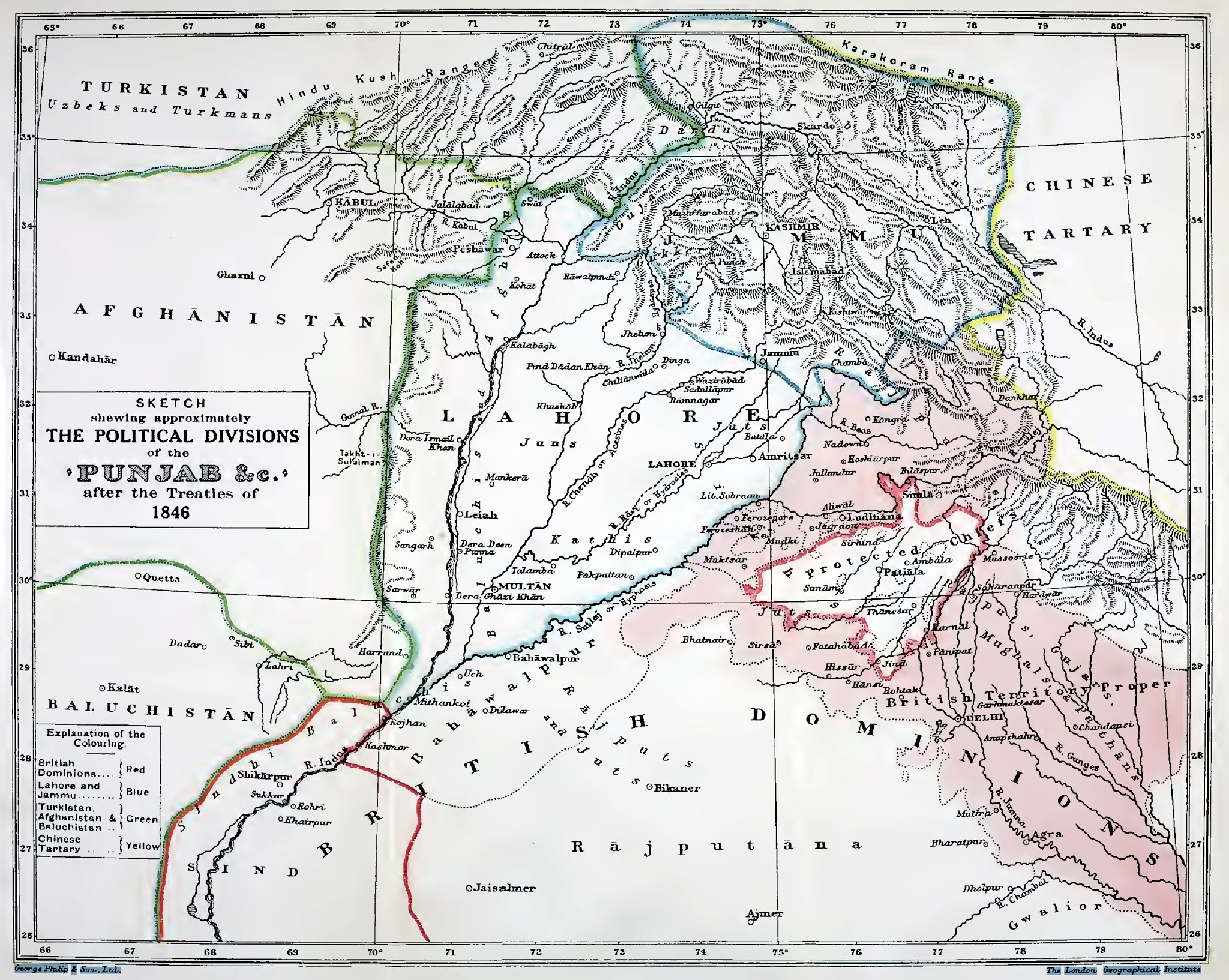
Mapa político do Punjabe em 1846, após os tratados que sucederam à Primeira Guerra Anglo-Sikh, por Joseph Davey Cunningham

O marajá Duleep Singh permaneceu como governante do Punjabe, e inicialmente sua mãe, marani Jindan Kaur, continuou como regente. Porém, o Durbar solicitou que a presença britânica fosse mantida até o marajá completar 16 anos. Os britânicos concordaram e, em 16 de dezembro de 1846, o Tratado de Bhyroval concedeu uma pensão de 150.000 rúpias a Jindan Kaur, removendo-a do cargo de regente e substituindo-a por um residente britânico em Lahore, apoiado por um Conselho de Regência, com agentes em outras cidades e regiões. Na prática, isso deu à Companhia Britânica das Índias Orientais o controle do governo.
Historiadores sikhs sustentam que, para manterem o poder e conservar o governo nominal de Duleep Singh, Lal Singh e Tej Singh iniciaram a guerra com a intenção deliberada de aniquilar o próprio exército. Em especial, Lal Singh teria se correspondido com um oficial político britânico, traindo segredos de estado e militares ao longo do conflito. A deserção dos dois generais e sua recusa em atacar quando surgiam oportunidades pareceriam inexplicáveis de outro modo.
Até então, o Império Sikh era um dos poucos estados remanescentes na Índia, após a ascensão da Companhia e a queda do Império Mogol. Embora o exército sikh tenha sido enfraquecido, o ressentimento pela interferência britânica no governo levou à Segunda Guerra Anglo-Sikh dentro de três anos.